# クレゾールフタレイン
o-クレゾールフタレイン（英語: o-Cresolphthalein） は中和滴定に用いられる酸塩基指示薬である。水に不溶だが、エタノールには溶ける。pH8.2までは無色だが、9.8より大きい範囲では紫色になる。定量分析にも利用され、o-クレゾールフタレイン存在下での吸着ストリッピングボルタンメトリーによって痕跡量のタリウムを定量分析することがでる。その検出限界は60 ng。

## 誘導体
カルシウムの定量分析における代表的な発色試薬であるo-クレゾールフタレインコンプレクソンは、o-クレゾールフタレインとイミノ二酢酸から合成される。
o-クレゾールフタレインを亜鉛で還元することで得られるo-クレゾールフタリンは、吸光光度法によるシアンの定量分析に利用される。o-クレゾールフタリンはシアンの存在下で銅(II)イオンを還元して銅(I)イオンにすると共に自身は酸化されてo-クレゾールフタレインに戻るという反応を起こす。このようにしてシアンの含有量に対応して生成したo-クレゾールフタレインはpH9.8以上のアルカリ条件下で発色するので、その発色度合いを吸光光度計で測定することで定量される。最大吸収波長は568 nm、モル吸光係数6.5×104、変動係数5.5 %の際の定量限界はシアンイオンとして0.5 μg。